# アメリカ合衆国の人種差別
この項目ではアメリカ合衆国の人種差別（アメリカがっしゅうこくのじんしゅさべつ、英：Racism in the United States）について解説する。

## 概要
アメリカ合衆国（アメリカ）での人種差別は、多数派の白人（White Americans）・ヨーロッパ系（European Americans）・非プロテスタント以外の人種に対する差別が主であり、ヒスパニック・ラテン系、アフリカ系、アジア系、アラブ系(en)、ネイティブ・アメリカン（アメリカ先住民）、またヨーロッパの悪しき伝統をも引き継いだ同国では、半世紀前に比べれば大幅な改善がなされたとはいえ、マイノリティであるユダヤ人（ユダヤ系アメリカ人）などもその対象となっている（反ユダヤ主義）。
南北戦争時代のエイブラハム・リンカーン大統領による奴隷解放宣言、ケネディ大統領時代のマルコム・Xやキング牧師による黒人差別撤廃運動に代表されるように、人種差別撤廃（Anti-racism）の動きは長い歴史を持つが、まだ完全に撲滅されたとは言えない状況にある。また、中東や中央アジア、アフリカなどのイスラム系は、世論がイスラエル寄りな事や9.11の事などもあり差別は継続している。東アジア系についても新型コロナ大流行などに乗じて続いている。
2001年9月11日に発生したアメリカ同時多発テロ事件、2009年にバラク・オバマが米国史上初のアフリカ系の大統領に就任して以降（厳密には、オバマは黒人の父と白人の母との混血）、白人の異人種に対する反発が強まっており、人種偏見に基づくヘイトクライムが増加および過激化しているほか、異人種間結婚（白人と非白人の結婚）を認めるべきでないといった意見が出るなど、法律上の平等とは別に、差別感情の高まりを示す傾向が近年出始めている。オバマの次の大統領であるドナルド・トランプは差別問題に関し、無理解であることをほのめかすような発言をするなどしている。

## 種類

### アメリカ先住民（インディアン）に対する差別
アメリカでの最初の人種差別は、1700年代ごろからの北東部におけるアメリカ先住民（インディアン）に対するものである。
もともと多様な生活を営んだインディアンたちを、プリマス植民地に乗り入れてきたイギリス人が駆逐したことを皮切りに、インディアンは次々に入植者のために土地を奪われ、分散させられていった。アメリカ東海岸を始め、ニューハンプシャー州や、アーカンソー州、オハイオ州など多くの各州では、「インディアンは混血して絶滅した」として、存在しないことにされている。
インディアンはまた、黒人と同じように、白人入植者によって奴隷にもされた。インディアンもジム・クロウ法の対象だった。
もともと、インディアンたちは白人（Whiteman）と彼らが呼ぶイギリス人たちとの共存を模索しようとしていたが、多くの白人は非文明的未開部族とみなして土地を奪って排除し、差別した。また、西部開拓が進むにつれ次第に西部にも白人入植者が押し寄せ、ドーズ法などによってインディアンの社会が破壊された。黒人（ネグロイド）が奴隷として白人社会の下層に置かれたのに対し、インディアンの歴史は、そのものを同化し、絶滅させようという合衆国の民族浄化政策との戦いの歴史である。
現代でもネイティブ・アメリカンに対する差別やその表現は根強く、2022年にはフロリダ州のウォルト・ディズニー・ワールド・リゾートで高校生のドリル・チームが、“scalp them!”の掛け声を含む差別主義的なパフォーマンスを行った。

### メキシコ系住民に対する差別
アメリカ合衆国の成立前後にはまだ国境線が確定しておらず、各国植民地などの周辺諸国との紛争が絶えなかった。とりわけスペインの影響を色濃く残すメキシコとはアラモの戦いのような大きな戦争が起きることがしばしばあり、メキシコ系住民を敵国の野蛮人として扱った経緯がある。現在ではこのような歴史的経緯に加え、就労目的で不正に入国を企てる者が後を絶たず、また既に不正に入国しているメキシコ系住民が多くなっているため、周囲の人々との軋轢を生んでいる。

### アフリカ系住民に対する差別

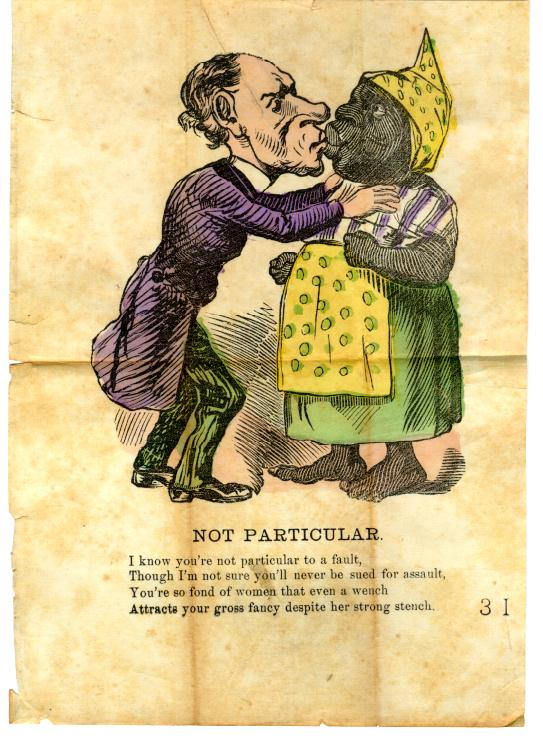
黒人と白人との関係を表したイラスト

イギリスは1800年代頃からアフリカ大陸で居住する黒人たちを財力や暴力などによって捕らえ、奴隷としてアメリカに販売し大きな利益を上げた。また、黒人奴隷たちは商人たちによって売買されたりもした。
特にアメリカ合衆国南部では黒人奴隷を多数買い入れ、広大な平野を農地として開拓させるとともに農業の働き手として用し、農業が大きな発展を遂げていた。黒人奴隷は人間ではなく、単なる労働力としか認知されなかったため黒人に対する差別を強めることとなった。
南部にも人道的見地から黒人奴隷反対派の住民は多くいた。そのため、中にはそれらの黒人奴隷反対派の住民らが、奴隷撤廃派の多かった北部への逃亡を手伝うこともあった（⇒地下鉄道）。
一方、19世紀中期の北部は工業発展の緒に付いたばかりで、豊かな南部との経済的格差があり、次第に南部と北部の対立は増していた。そのため、黒人奴隷を労働力として利用する南部のやり方に異を唱える奴隷反対派が北部の住民に非常に多かった。また、北部が目指していた工業による産業振興には多数の労働力を集約する必要はなく、奴隷制を廃止されても北部には大きな打撃とはならないのも大きな理由の一つであった。
そのため、1860年の大統領選挙では奴隷制が大きな争点となり、結果、奴隷制反対を唱えた共和党のエイブラハム・リンカーンが当選した。
しかし、南部では奴隷制が廃止されると労働力確保に大きな問題が生じるとともに、これまで奴隷として抑圧されてきた黒人の不満が爆発し暴動に発展することもあったことなどから、遂に同年4月12日に南北戦争が開戦した。その際の先制攻撃は南軍によるものであった。
ジム・クロウ法に代表される法制度（州法、連邦法）上の差別は、南北戦争（1865年）後の憲法修正条項第13条（奴隷制の禁止）、14条（法の平等の保護と適性手続きの保障）、15条（投票権の保障）により是正された。その後、公民憲法（1875年制定）により、交通機関や公共設備等の利用における人種差別が撤廃された。しかしながら、当時の実情を示す「プレッシー対ファーガソン裁判」は、法制度と実態の差を明確に示している。
黒人は今でも様々な面で社会的に不当な差別を受けているとされる。ある調査によると、「黒人に多い名前で求人に応募すると、連絡をもらえる確率が50%低くなる」という。2022年の米国勢調査局調査によると、連邦政府が定めた貧困ライン（18歳未満の子供が2人いる4人家族で年収約（18歳未満の子供が2人いる4人家族で年収約29,678ドル以下）未満の人口の割合（貧困率）において黒人の貧困率は約17.1％で、白人の約8.6%の約2.0倍にのぼる。また、貧困線の2倍までの人を含めた場合は、黒人は約38.7％となり、白人の約21.6％の約1.8倍となる。経済的格差も世代を超えて固定化がしつつあり、貧困率の高さは犯罪率の上昇や教育水準の低下、就職機会の減少につながると懸念されている。
また、公式的に黒人への差別につながる法律や制度や慣習が撤廃された時代以降に誕生した若年層の世代の間でも、黒人への差別感情が解消していないことを示唆する事件も発生しており、黒人差別問題の根強さを浮き彫りにしている

### アジア系住民に対する差別
南北戦争の前後頃から大陸横断鉄道の建設が始まり、清国から移住してきた中国系アメリカ人などが労働力として多用された。アジア系住民はその風体や衣服あるいは生活習慣、宗教などが欧米系住民と違うことから偏見を生み、差別の対象となり、中国人排斥や排日運動が起こった。
さらに第二次世界大戦が勃発すると、日系人は敵性民族として強制収容所に送られその私的財産が没収された（⇒日系人の強制収容）。また、アメリカ生まれの日系人に対しては、先祖の国日本につくか（＝強制収容所送りとなる）、それとも生まれた国アメリカにつくか（＝兵士として激戦地に送られる）の選択を強要した（代表的なのは士官以外が日系人と言う第442連隊戦闘団。ただしこの部隊については多大な戦果を上げた為、現在においては尊敬の対象とされる。また、この部隊が派遣されたのはヨーロッパ戦線である。元々収容所送りの件を日本に宣伝されるのを防ぐ為の措置）。戦後になって、日系人に対するこれらの差別的仕打ちは、自由の国アメリカとして誤りではなかったかとの批判が起こっている。
1980年代、日本がバブル景気によって世界的にその市場を広げていた際、世界中の様々な市場が打撃を受けた。アメリカでも例外ではなく、とりわけ家電や自動車の市場が奪われると、その結果アメリカ国内では失業者が増え、その失業者や家族を中心に日本製（Made in Japan）製品の不買運動や日本人敵視の風潮が生まれた(ジャパンバッシング)。中国系住民のビンセント・チンが日本人と間違えられて撲殺される事件も発生している。これはアメリカ経済が立ち直った現在ではあまり聞かれなくなっているが、日本車の躍進で打撃を受けたゼネラルモーターズの企業城下町であるデトロイトでは、工場労働者がアジア系に対し非友好的な態度で接するなど、文化ではなく経済摩擦を発端とするイメージの悪化が根強く残っている。
学校でのアジア系に対するいじめは、他人種よりも酷く、10代のアジア系アメリカ人のうち、半数以上が学校でいじめられた経験があると回答。これに対して黒人やヒスパニック、白人では1/3程度である。フィラデルフィアの学校では2009年にアジア系の生徒に対する集団暴行事件が発生、被害者は1日で26人に上り、うち13人が重傷を負って集中治療室で手当てを受けた。この学校では、アジア系生徒が身の安全が確保されるまで登校を拒否するストライキに発展した。アジア系は、他人種に比較して、うつや自殺の割合が突出している。2009年、アメリカの司法省と教育省が10代の学生を調査した統計によると、31%の白人、34%のヒスパニック、38%のアフリカ系が「学校でいじめを受けたことがある」と答えたのに対して、アジア系学生の場合は54%に達するという結果が出た。
2020年のCOVID-19の大流行により、アジア系住民に対するヘイトクライムが急増し、2019年の2.5倍となった。その結果、2021年にアメリカ各地でアジア人暴力反対集会が開催された。

### アラブ系住民に対する差別
イラン革命以後、アラブ諸国はアメリカと対立することが多くなったため、イスラム教を信奉するアラブ系住民に対する差別も拡大している。特に9.11同時多発テロ事件以降ではアラブ系住民＝テロリストと差別的に見られることが多くなっており、公共の場所での執拗なセキュリティチェックが行われることもある。またアメリカ人はアラブ系やイスラム関連施設に対し憎悪の矛先を向けており、アラブ系が嫌がらせを受けると言う事件があった。
また、アラブ系住民は「髪は黒色で、肌の色が浅黒く、ターバンを巻いている」というステレオタイプがあるためか、外観が似ているシーク教のインド系住民がアラブ系住民と間違われ、言われなき差別や取調べを受けることもある。

### カトリックに対する差別
もともとアメリカは大航海時代に大西洋を渡ってきたプロテスタントの手によって開発された経緯があり、現在もプロテスタントの社会的地位は高い傾向にある。それゆえカトリックは差別の対象になりやすい。この風潮はとりわけ政治の世界で色濃く、歴代のアメリカ合衆国大統領でもプロテスタント系がほとんどであり、カトリック教徒で大統領に就任したのはジョン・F・ケネディのみだったが、2020年アメリカ合衆国大統領選挙にて同じくカトリック教徒のジョー・バイデンが勝利したことにより、史上2人目のカトリック教徒のアメリカ大統領が誕生することとなった。
それゆえ、アメリカでは支配階級のことを、時に皮肉の意味をこめてワスプ（WASP）と呼ぶ。WASPとは、W = White（白人）、AS = Anglo-Saxons（アングロ・サクソン人）、P = Protestant（プロテスタント）のそれぞれの頭文字を取ったものである。